# Jung Ha-na
Jung Ha-na (hangul: 정하나; hanja: 鄭蛤乸; rr: Jeong Ha-na; MR: Chŏng Ha-na; Uijeongbu, 2 de fevereiro de 1990), mais conhecida na carreira musical apenas como Hana (hangul: 하나), é uma rapper, cantora e compositora sul-coreana. Realizou sua estreia no cenário musical em 2009 no grupo feminino Secret, sob o selo da gravadora TS Entertainment.

## Vida e carreira

### 1990–2008: Início da vida
Jung Hana nasceu em Uijeongbu, Gyeonggi, Coreia do Sul, em 2 de fevereiro de 1990. Sua mãe trabalhou como cantora na década de 1980 e seu pai trabalhava como guarda-costas.

### 2012: O Acidente
Na noite de 11 de dezembro de 2012 teve um acidente de carro. Segundo relatos, Hana sofreu um pulmão perfurado e uma costela fraturada. As outras lesões menores também sofreu, ela sendo a mais atingida dos quatro. Seu retorno, com carregando apenas uma semana, foi cancelado. Após receber alta a mesma decidiu voltar as atividades com seu verdadeiro nome.

## Discografia

### Aparições em Trilha Sonora e Performances Solo
| Ano  | Álbum            | Canção      | Artista(s)   |
| ---- | ---------------- | ----------- | ------------ |
| 2011 | Moving in Secret | "Amazinger" | solo de Hana |

## Filmografia

### Séries de televisão
| Ano  | Rede       | Título                         | Papel     | Notas                    |
| ---- | ---------- | ------------------------------ | --------- | ------------------------ |
| 2009 | Mnet       | Secret Story                   | Ela mesma | Elenco regular           |
| 2010 | MBC        | Boquet                         | Ela mesma | Elenco regular           |
| 2010 | KBS        | Let's Go Dream! 2ª Temporada   | Ela mesma | Episódio 53 com Hyoseong |
| 2011 | SBS MTV    | MTV Special :Big Pleasure Guam | Ela mesma | com Secret               |
| 2011 | MBC        | Weekly Idol                    | Ela mesma | com Secret (27/11/11)    |
| 2011 | SBS MTV    | Let Me Show                    | Ela mesma | com Secret               |
| 2011 | SBS MTV    | Star King                      | Ela mesma | com Sun Hwa              |
| 2012 | MBC        | Weekly Idol                    | Ela mesma | com Secret               |
| 2014 | SBS MTV    | Star King                      | Ela mesma | com Hyoseong             |
| 2014 | MBC Every1 | Weekly Idol                    | Convidada | Episódio 130, com Secret |

### Programas de shows musicais
| Ano  | Rede | Título           | Papel | Notas                   |
| ---- | ---- | ---------------- | ----- | ----------------------- |
| 2010 | Mnet | M! Countdown     | MC    | com Secret (19/08/10)   |
| 2012 | MBC  | Show! Music Core | MC    | MC convidada com Sunhwa |